# Aivenia
Aivenia is een geslacht van schimmels uit de familie Calloriaceae. De typesoort is Aivenia tantula.

## Soorten
Het geslacht telt in totaal vier soorten (peildatum februari 2022):
| Soortnaam         | Auteur(s) | Publicatiejaar |
| ----------------- | --------- | -------------- |
| Aivenia aconiti   | Svrček    | 1989           |
| Aivenia calthae   | Svrček    | 1989           |
| Aivenia foliicola | Svrček    | 1989           |
| Aivenia tantula   | Svrček    | 1977           |